# El Mayorazgo
El Mayorazgo är en ort i Mexiko.   Den ligger i kommunen Tacámbaro och delstaten Michoacán de Ocampo, i den södra delen av landet, 250 km väster om huvudstaden Mexico City. El Mayorazgo ligger 1 623 meter över havet och antalet invånare är 351.
Terrängen runt El Mayorazgo är lite bergig. Runt El Mayorazgo är det ganska tätbefolkat, med 80 invånare per kvadratkilometer. Närmaste större samhälle är Tacámbaro de Codallos, 1,9 km öster om El Mayorazgo. I omgivningarna runt El Mayorazgo växer huvudsakligen savannskog.